# Chris Polk
Chris Polk (ur. 16 grudnia 1989 w Redlands w stanie Kalifornia) – amerykański zawodnik futbolu amerykańskiego, grający na pozycji running back. W rozgrywkach akademickich NCAA występował w drużynie University of Washington.
W roku 2012 przystąpił do draftu NFL, jednak nie został wybrany przez żadną z drużyn. Jako wolny agent podpisał następnie kontrakt z zespołem Philadelphia Eagles. W drużynie z Pensylwanii występuje do tej pory.